# Лиестол, Улоф
Улоф Лиестол (норв. Olav Liestøl; 24 февраля 1916 — 3 апреля 2002) — норвежский гляциолог и геолог.
Родился в городе Кристиания (ныне Осло). Сын фольклориста и политика Кнута Лиестола. Вырос в месте Бломменхольм. Был членом Милорга во время нацистской оккупации Норвегии и получил диплом Candidatus realium в Университете Осло в 1945 году.
С 1948 года и до выхода на пенсию в 1986 году работал гляциологом в Норвежском полярном институте. Считался "наиболее узнаваемым норвежским гляциологом"'. Он исследовал геологию Шпицбергена и Антарктиды.
Умер в апреле 2002 года.